# Peter Bolton
Peter Bolton (ur. w 1919 roku, zm. 25 sierpnia 2008 roku) – brytyjski kierowca wyścigowy.

## Kariera
W wyścigach samochodowych Bolton poświęcił się głównie startom zaliczanym do klasyfikacji Mistrzostw Świata Samochodów Sportowych. W latach 1956-1965 pojawiał się w stawce 24-godzinnego wyścigu Le Mans. W pierwszym sezonie startów nie dojechał do mety w klasie S 5.0. W kolejnych dwóch latach startów stawał na drugim stopniu podium w klasie S 2.0. W sezonie 1963 Brytyjczyk odniósł zwycięstwo w klasie GT +3.0, a w klasyfikacji generalnej był siódmy.